# Norbert Knopf (Fußballspieler)
Norbert Knopf (* 10. Dezember 1944) ist ein ehemaliger deutscher Fußballspieler. Von 1963 bis 1968 hat der Offensivspieler im damals praktizierten WM-System für die SpVgg. Fürth und 1. FC Schweinfurt in der damals zweitklassigen Fußball-Regionalliga Süd in 118 Ligaspielen 78 Tore erzielt. In den Jahren 1971 und 1973 führte er die Torschützenliste in Bayern mit 29 beziehungsweise 30 Treffern als Stürmer des 1. FC Herzogenaurach an.

## Laufbahn

### Regionalliga Süd, 1963 bis 1968
Von Tuspo Fürth war der Schüler Norbert Knopf 1959 in die Jugendabteilung der Spielvereinigung Fürth gekommen. Aus der Amateurmannschaft rückte er gemeinsam mit dem gleichaltrigen Erich Tauchmann zur Runde 1963/64 in den Ligakader der Spielvereinigung in der Regionalliga Süd auf. Unter Trainer Jenő Vincze debütierte der Nachwuchsspieler am 17. November 1963, bei einer 0:3-Heimniederlage gegen den späteren Meister Hessen Kassel, in der Regionalliga Süd. Er war erfolglos als Mittelstürmer an der Seite von den Angriffskollegen Tauchmann und Ernst Perras aktiv gewesen. Sein erstes Regionalligator gelang dem vielseitigen Angreifer am 5. Januar 1964 bei einem 2:2-Heimremis gegen den 1. FC Pforzheim, wo er auf Rechtsaußen zum Einsatz gekommen war.
Erst spät in der Rückrunde – im April 1964 – fanden die Vincze-Schützlinge zu einer besseren Form und konnten Höhepunkte setzen. Im DFB-Pokal trotzte die Spielvereinigung am 7. April dem Bundesligisten Hamburger SV an der Alster ein 1:1 nach Verlängerung ab. Knopf war auf Halbrechts im Einsatz gewesen und hatte sich in den meisten Zweikämpfen gegen den HSV-Außenläufer Dieter Seeler zu bewähren gehabt. Fünf Tage danach, am 12. April, holte sich die Fürther-Mittelfeldmannschaft beim späteren Südmeister Hessen Kassel mit einem 4:1-Auswärtserfolg beide Punkte ab. Knopf hatte vor 20.000 Zuschauern im Kasseler Auestadion einen Treffer beigesteuert. Bereits drei Tage nach dem Kasseler Auftritt, am 15. April, reiste der Hamburger SV zum Wiederholungsspiel im Pokal am Ronhof an. Vor 22.000 Zuschauern setzten sich die Mannen um Gyula Toth und Knopf mit 2:1 nach Verlängerung gegen das Team um Horst Schnoor und Uwe Seeler nach Toren von Wolfgang Brzuske und Knopf durch. Der junge Angreifer hatte in der Verlängerung (98. Minute) einen Foulelfmeter vor 22.000 Zuschauern zum Siegtreffer verwandelt. Am 22. April verlor das überstrapazierte Fürth mit 3:4 beim Bundesligisten Hertha BSC das Pokalspiel in der 2. Hauptrunde, wo Linksaußen Perras seine Mannschaft in der 37. Minute mit 1:0 in Führung gebracht hatte und Knopf in der 88. Minute den Anschlusstreffer zum 3:4 erzielt hatte. Auch in Berlin war der Fürther Angriff in der Formation mit Wolfgang Brzuske, Knopf, Werner Schneider, Tauchmann und Perras gegen die Hertha-Akteure wie Otto Rehhagel, Hans Eder, Hans-Joachim Altendorff, Helmut Faeder und Lutz Steinert aufgelaufen. In seiner Regionalligadebütrunde war Norbert Knopf in 20 Ligaspielen aufgelaufen und hatte sich mit zehn Toren ausgezeichnet.
In seiner zweiten Regionalligasaison, 1964/65, jetzt unter Trainer Željko Čajkovski, verharrte die Mannschaft mit dem 8. Rang zwar weiter im Tabellenmittelfeld, aber der erst 20-jährige Knopf schaffte mit 25 Treffern den Durchbruch als Torjäger. Er zeichnete sich dabei in den Spielen gegen den Freiburger FC (3:3), Stuttgarter Kickers (2:3), FC Emmendingen (4:1) und FC Schweinfurt (3:0) jeweils als zweifacher Torschütze aus, war mit drei Toren beim 4:3-Heimspielerfolg in der Rückrunde gegen Emmendingen im Heimspiel beteiligt und erzielte vier Treffer beim 5:0 gegen Schwaben Augsburg. Zweitbester Torschütze war Wolfgang Brzuske mit zehn Treffern bei den Grün-Weißen vom Laubenweg.
Danach ging es in der Tabelle in den folgenden zwei Runden aber nach oben: Die Spielvereinigung belegte 1966 den 4. und 1967 sogar den 3. Rang. Knopf wurde mit 24 Treffern im Weltmeisterschaftsjahr 1966 erneut Fürther Torschützenkönig, Bernd Windhausen verbesserte sich im zweiten Ronhof-Jahr auf 14 Treffer und auch die Neuzugänge mit Richard Albrecht und Paul Derbfuß sorgten für mehr Qualität im Spielerkader. In den Spielen gegen den FC Bayern Hof (5:0) und VfR Pforzheim (6:0) waren Knopf jeweils vier Tore gelungen.
Unter dem neuen Trainer Robert Gebhardt rückte Fürth 1966/67 auf den 3. Rang in der Tabelle nach vorne. Jetzt führte Bernd Windhausen mit 32 Toren die Torschützenliste an, Knopf folgte mit 15 Treffern intern auf dem zweiten Rang. Vor der Runde waren mit Hermann Marchl, Jürgen Billmann, Manfred Brunner und dem Eigengewächs Rainer Boden Verstärkungen im Ligakader geglückt. Die letzten zwei Monate – Knopf bestritt am 5. März 1967 bei einer 1:4-Niederlage beim SSV Reutlingen sein letztes Regionalligaspiel für Fürth – kam der Angreifer nicht mehr zum Einsatz. Überraschend schloss er sich zur Saison 1967/68 dem Ligakonkurrenten FC Schweinfurt 05 an. Von 1963 bis 1967 hatte er in vier Runden 74 Tore in der Regionalliga Süd für die Spielvereinigung Fürth erzielt. Er ist damit der Regionalliga-Rekordtorschütze für Fürth.
In Schweinfurt traf er wieder auf Trainer Jenő Vincze, kam aber erstmals am 5. November 1967, ausgerechnet bei seinem Heimatverein in Fürth, bei seinem neuen Verein zum Einsatz. Mit Kurt Dachlauer, Dieter Höller, Walter Hohnhausen, Petar Mijatovic und Manfred Linz standen Schweinfurt ernsthafte Konkurrenten für den Angriff neben Knopf zur Verfügung. In 15 Ligaeinsätzen erzielte Knopf für Schweinfurt vier Tore und das Team vom Willy-Sachs-Stadion belegte den 5. Rang. Nach nur einer Runde beendete der Fürther seine Aktivität in Schweinfurt und kehrte der Regionalliga den Rücken und ging in das bayerische Amateurlager zurück; er schloss sich zur Saison 1968/69 in Mittelfranken dem FC Stein in der Landesliga Mitte an.

### Amateur
Nach einer Runde in Stein nahm er das Angebot des Ligakonkurrenten 1. FC Herzogenaurach an und spielte fortan vier Runden bei dem von Puma gesponserten 1. FC. Im ersten Jahr feierte Knopf mit seinem neuen Verein die Meisterschaft und stieg in die Bayernliga auf. In den Runden 1970/71 und 1972/73 holte er sich mit 29 beziehungsweise 30 Treffern die Torjägerkrone. Danach schoss der Torjäger wieder zwei Runden Tore in der Landesliga beim 1. FC Amberg und konnte dort erneut 1975 die Meisterschaft feiern. Nun lockte wieder der „Puma“ und Knopf gehörte von 1975 bis 1977 nochmals zwei Jahre dem 1. FC Herzogenaurach in der Landesliga Mitte an. Unter Trainer Hans Nowak gewann der routinierte Torjäger 1976/77 erneut die Meisterschaft und der 1. FC kehrte in die Bayernliga zurück. Kopf ging aber zur Saison 1977/78 als Spielertrainer zu SC Grundig Fürth, ehe noch die einjährigen Stationen 1. SC Feucht und TV 60 Schweinau folgten.
Bei Tuspo Roßtal war er abschließend 1987/88 noch als Trainer im Einsatz.